# Tara S. Holm
Pour les articles homonymes, voir Holm.
Tara Suzanne Holm est une mathématicienne américaine, professeure à l'université Cornell, spécialisée en géométrie algébrique et géométrie symplectique.  

## Formation et carrière
Holm est diplômée summa cum laude du Dartmouth College. Holm a reçu son doctorat du Massachusetts Institute of Technology en 2002 sous la supervision de Victor Guillemin. Elle a poursuivi ses études postdoctorales de trois ans à l'université de Californie à Berkeley, avant de finalement rejoindre la faculté de Cornell.

## Récompenses et honneurs
En 2012, Holm est devenue membre de l'American Mathematical Society.  
En 2013, Holm a reçu une bourse Simons.  
En 2019, Holm a reçu le prix d'enseignement Sze/Hernandez à Cornell.  
En 2019, Holm est conférencière AWM / MAA Falconer au MAA MathFest, avec une conférence intitulée « Dance of the Astonished Topologist... or How I Left Squares and Hexes for Math ».  

## Publications
- Megumi Harada ; André Henriques ; Tara S. Holm : « Computation of generalized equivariant cohomologies of Kac-Moody flag varieties ». Adv. Math. 197 (2005), no. 1, 198-221.
- V. Guillemin ; T. Holm ; C. Zara : « A GKM description of the equivariant cohomology ring of a homogeneous space ». J. Algebraic Combin. 23 (2006), no. 1, 21–41.
- Jean-Claude Hausmann ; Tara Holm ; Volker Puppe : « Conjugation spaces ». Algebr. Geom. Topol. 5 (2005), 923–964. (Rédacteur: RE Stong)
- Daniel Biss ; Victor W. Guillemin ; Tara S. Holm : « The mod 2 cohomology of fixed point sets of anti-symplectic involutions ». Adv. Math. 185 (2004), non. 2, 370–399.